# Chrysogorgia cavea
Chrysogorgia cavea är en korallart som beskrevs av Sôichirô Kinoshita 1913. Chrysogorgia cavea ingår i släktet Chrysogorgia och familjen Chrysogorgiidae. Inga underarter finns listade i Catalogue of Life.